# Deborah Compagnoni
Deborah Compagnoni, född 4 juni 1970 i Bormio, är en italiensk före detta alpin skidåkare. 
Deborah Compagnoni vann 3 olympiska guld och ett silver och 3 VM-guld samt 16 världscuptävlingar i sin karriär. Hon har blivit utsedd till Italiens bästa kvinnliga alpina skidåkare genom tiderna.

## Karriär
Compagnoni vann sin första världscuptävling den 26 januari 1992 då hon vann Super-G i franska Morzine. Hon vann även guld i Super-G vid OS i Albertville 1992. När hon sedan dagen efter tävlade i storslalom ramlade hon och trasade sönder ett knä. 
Under de efterföljande åren slutade hon att åka fartgrenarna störtlopp och Super-G för att istället koncentrera sig på teknikgrenarna slalom och storslalom. Hennes svaga knän hindrade henne från att vinna många världscupsegrar men i de stora mästerskapen presterade hon oftast på topp. Vid OS i Lillehammer 1994 vann hon guld i storslalom något hon upprepade vid OS 1998. I Nagano 1998 vann hon även silver i slalom endast 0,06 sekunder efter segrande Hilde Gerg.
På VM 1996 vann hon guldet i storslalom och 1997 vann hon guldet i både storslalom och slalom en dubbel som ingen kvinnlig italiensk alpin skidåkare lyckats med tidigare. 
Förutom medaljerna i VM och OS vann hon 17 världscupsegrar. 14 i storslalom 2 i Super-G och 1 i slalom.